# Ezekiel A. Straw

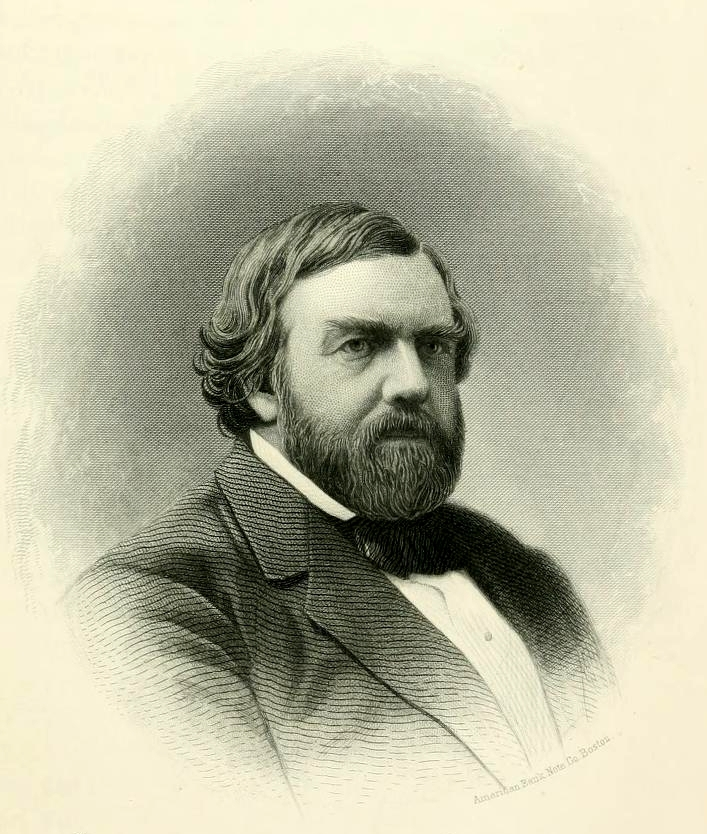
Ezekiel Albert Straw (1875)

Ezekiel Albert Straw (* 30. Dezember 1819 in Salisbury, Merrimack County, New Hampshire; † 23. Oktober 1882 in Manchester, New Hampshire) war ein US-amerikanischer Politiker und von 1872 bis 1874 Gouverneur des Bundesstaates New Hampshire.

## Frühe Jahre
Kurz nach seiner Geburt zogen Ezekiel Straws Eltern nach Lowell (Massachusetts), wo er die örtlichen Schulen besuchte. Später absolvierte er die Phillips Academy. Ab 1838 war er bei der Amoskeag Manufacturing Company in Manchester angestellt. In dieser Firma brachte er es bis zum Jahr 1871 zum Präsidenten. Im Auftrag seiner Firma war er am Aufbau der Wasserversorgung der Stadt Manchester beteiligt.

## Politischer Aufstieg
Straw war Mitglied der Republikanischen Partei. Zwischen 1859 und 1864 war er Abgeordneter im Repräsentantenhaus von New Hampshire. Danach war er von 1864 bis 1866 Mitglied des Senats von New Hampshire, ab 1865 war er Präsident dieser Kammer. Im Jahr 1869 gehörte er dem Beraterstab von Gouverneur Onslow Stearns an. Ein Jahr später wurde er in die Planungskommission seines Staates für die im Jahr 1876 in Philadelphia geplante Ausstellung zur 100-Jahr-Feier der Vereinigten Staaten berufen.

## Gouverneur von New Hampshire
Im Jahr 1872 wurde Straw als Kandidat seiner Partei gegen den Amtsinhaber James A. Weston, der 1874 wieder sein Nachfolger werden sollte, zum neuen Gouverneur von New Hampshire gewählt. Nachdem er im Jahr 1876 eine weitere Wahl gegen Weston gewonnen hatte, konnte er zwischen dem 2. Juni 1872 und dem 3. Juni 1874 in diesem Amt bleiben. In dieser Zeit arbeitete der Gouverneur am weiteren Abbau der Staatsverschuldung, die eine Folge der Kosten des Bürgerkriegs war. Er forderte eine bessere handwerkliche Ausbildung an den Schulen, um zukünftige Industriearbeiter besser auf ihren Beruf vorbereiten zu können. In der damals akuten Frage der Prohibition schlug er eine lokale Lösung vor: Untergeordnete Behörden wie Countys oder Städte sollten jeweils in ihrem Gebiet entscheiden, wie sie in dieser Frage verfahren wollten.

## Weiterer Lebenslauf
Nach dem Ende seiner Amtszeit widmete sich Straw wieder seinen geschäftlichen Interessen. Im Jahr 1876 war er Delegierter zur Republican National Convention, bei der Rutherford B. Hayes als Präsidentschaftskandidat nominiert wurde. Ansonsten wurde Straw Präsident verschiedener Firmen. Er starb im Jahr 1882. Mit seiner Frau Charlotte Smith Webster hatte Ezekiel Straw vier Kinder.